# Alan MacDiarmid
Alan Graham MacDiarmid (14. dubna 1927, Masterton, Nový Zéland – 7. února 2007, Filadelfie, Pensylvánie, USA) byl novozélandský chemik. V roce 2000 získal spolu s Alanem Heeger a Hideki Sirakawa Nobelovu cenu za chemii za objev a vývoj vodivých polymerů.

## Život
MacDiarmid se narodil v novozélandském Mastertool. Jeho rodina byla relativně chudá a Velká hospodářská krize také ztěžovala její život. Když měl MacDiarmid 10 let, začal se zajímat o chemii díky knihám svého dědy. Své poznatky dále rozvíjel půjčováním si knih z knihovny. Později studoval a pracoval jako asistent na chemickém oddělení Victoria University ve Wellingtonu.
V roce 1951 promoval s nejvyšším ohodnocením a získal Fulbrightovo stipendium ke studiu na Univerzitě ve Wisconsinu. Titul Ph.D. nakonec získal v roce 1953. Později pracoval na "School of Chemistry" na Univerzitě v St. Andrews, Pensylvánské univerzitě a na Texaské univerzitě v Dallasu. MacDiarmidův institut pro vyspělé materiály a nanotechnologie na Victoria University je pojmenován po něm.

## Vyznamenání
- Řád Nového Zélandu – 31. prosince 2001[1]